# انتشارات دانشگاه ایندیانا
انتشارات دانشگاه ایندیانا (انگلیسی: Indiana University Press) انتشاراتی دانشگاهی در دانشگاه ایندیانا است که کتاب‌های تخصصی در زمینه علوم انسانی و اجتماعی چاپ می‌کند. این انتشارات در سال ۱۹۵۰ گشایش یافت و دفتر اصلی آن در بلومینگتون، ایندیانا است. هر سال این انتشارات بیش از ۱۴۰ عنوان کتاب جدید به همراه ۲۹ ژورنال تخصصی چاپ می‌کند.